# Хамелеон (созвездие)
Хамелео́н (лат. Chamaeleon, Cha) — слабое околополюсное созвездие южного полушария неба. Занимает на небе площадь в 131,6 квадратного градуса, содержит 31 звезду, видимую невооружённым глазом. Расположено к югу от Киля и к северу от Октанта.

## Условия наблюдения
На территории России и бывшего СССР не наблюдается. Частичная видимость южнее +15°, полная видимость на широтах южнее +7°. Лучшее время на наблюдения — февраль-март (в районах близких к экватору).

## История
Новое созвездие. Предложено Петером Планциусом в 1598 году, но традиционно приписывается Иоганну Байеру (1603). В 2004 году в созвездии обнаружили 2M1101AB — первую известную систему из двух коричневых карликов, между которыми более 20 а. е.